# Estravagario (programa de televisión)
Estravagario fue un programa divulgativo de televisión emitido por la cadena española La 2 de Televisión española entre 2004 y 2007.

## Formato
El espacio debe su título a una palabra inventada por el escritor chileno Pablo Neruda. Se trataba de un programa cultural, que pretendía acercar la Literatura a los espectadores, contando con entrevistas y repaso por las novedades editoriales. Igualmente contaba con una sección musical, en la que tenían cabida artistas minoritarios.